# Opilio hexaspinulatus
Opilio hexaspinulatus is een hooiwagen uit de familie echte hooiwagens (Phalangiidae).